# Marco Villaseca
Marco Antonio Villaseca Cabezas (Santiago del Cile, 15 marzo 1975) è un ex calciatore cileno, di ruolo centrocampista.